# Euryaulax
Euryaulax is een geslacht van halfvleugeligen uit de familie schuimcicaden (Cercopidae). De wetenschappelijke naam van dit geslacht is voor het eerst geldig gepubliceerd in 1906 door Kirkaldy.

## Soorten
Het geslacht Euryaulax omvat de volgende soorten:
- Euryaulax alboapicata Lallemand, 1957
- Euryaulax angustifasciatus Liang, Combéfis & Jiang, 2012
- Euryaulax arctofasciata Lallemand, 1949
- Euryaulax breviuscula (Jacobi, 1921)
- Euryaulax carnifex (Fabricius, 1775)
- Euryaulax kirkaldyi Liang, Combéfis & Jiang, 2012
- Euryaulax longiprocessus Liang, Combéfis & Jiang, 2012
- Euryaulax maculipennis Schmidt, 1927
- Euryaulax roseotincta (Jacobi, 1921)
- Euryaulax semirufa Blöte, 1957
- Euryaulax vacuola (Jacobi, 1928)
- Euryaulax variabilis Schmidt, 1927